# Holderness (Stany Zjednoczone)
Holderness – miasto w Stanach Zjednoczonych, w stanie New Hampshire, w hrabstwie Grafton.